# Luma (herramienta)

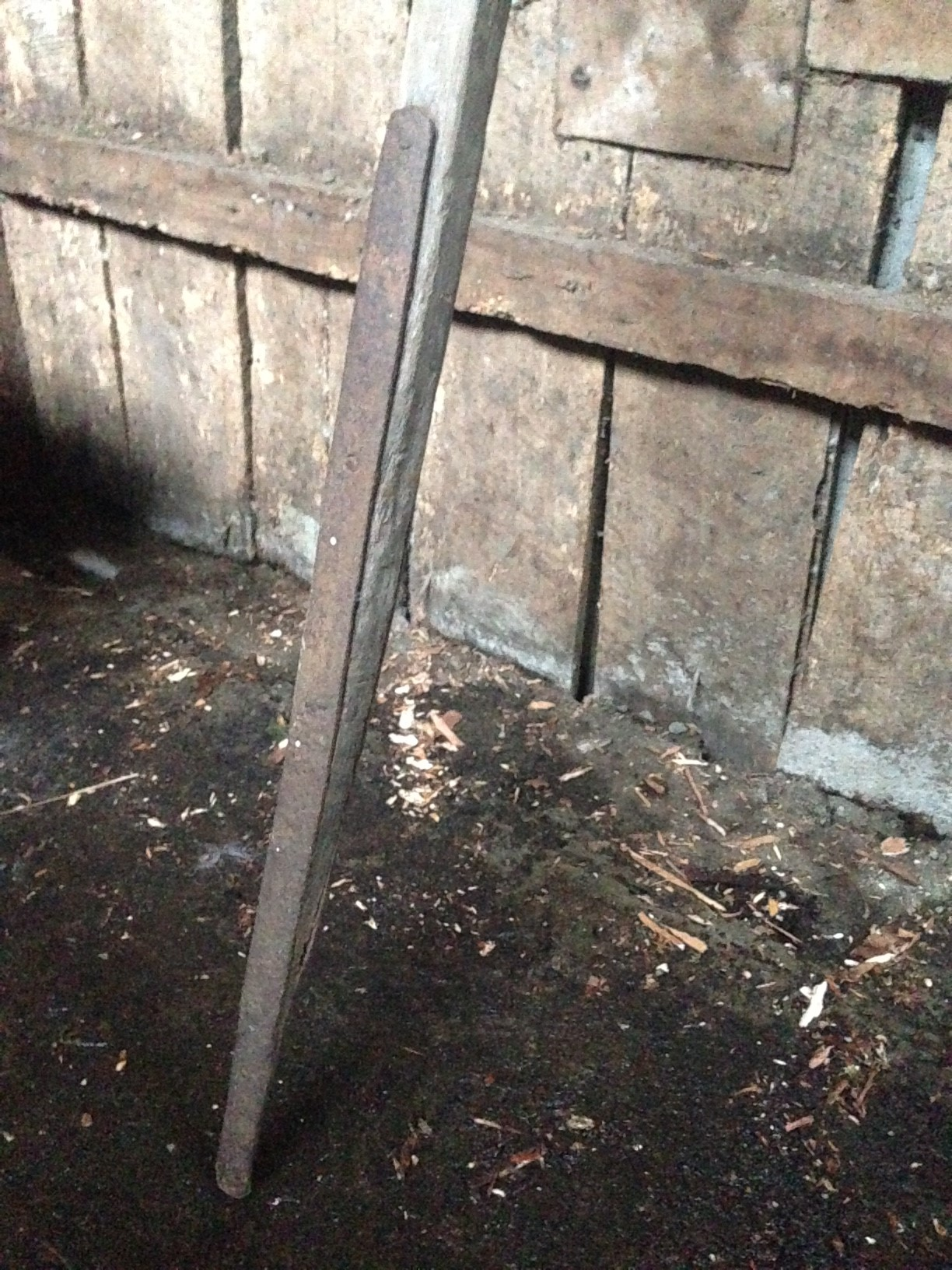
Punta de fierro de una luma de Chiloé

La luma es una herramienta de labranza manual utilizada originalmente por la población mapuche, y posteriormente por la población mestiza del archipiélago de Chiloé. Su uso solía recibir nombres como "arado a luma" o "volteo a luma".

## Descripción y uso
Las lumas consistían en uno o dos palos de punta afilada, que una persona (el "lumero") empujaba con el abdomen hasta introducirlos parcialmente en la tierra. Luego, una segunda persona (el "palanquero") introducía unas cuñas bajo el punto de inserción, de forma de hacer palanca, y así levantar la tierra. Para facilitar su uso, las puntas usualmente se sometían a un proceso de endurecimiento, el que en sus inicios consistía en su paso por fuego para su carbonización, y que durante el siglo XIX daría paso a la forja de engastes de fierro.
La madera uilizada para la fabricación de esta herramienta provenía mayoritariamente de árboles de consistencia dura, como el árbol de la luma (Amomyrtus luma), del cual se debe su nombre.
De acuerdo al sacerdote franciscano Pedro González de Agüeros, a finales del siglo XVIII se asociaba el mal uso de las lumas con el desarrollo de hernias abdominales en el archipiélago de Chiloé.

## Historia
Las lumas fueron inicialmente descritas por los conquistadores españoles a mediados del siglo XVI, quienes las identificaron como la herramienta más utilizada por los pueblos de cultura mapuche para la labranza de sus cultivos. Sin embargo, en la medida que estos pueblos entraron en contacto con los españoles, así como a tener acceso a ganado europeo, comenzaron a adoptar el arado de tracción animal.
En la provincia de Chiloé las lumas sobrevivieron como principal herramienta de labranza hasta inicios del siglo XX, incluso entre la población hispano-descendiente del archipiélago. Esto se debió a una combinación de distintos factores, tales como su aislamiento geográfico, la existencia de una  agricultura de pequeña escala, la poca profundidad de los suelos ocupados, y la escasez de ganado apto para el arado.
A mediados del siglo XIX se sucedieron varias iniciativas públicas y privadas para reintroducir el arado de tracción animal en Chiloé, de forma de forzar el abandono de la lumas, a las que se consideraba como un símbolo de atraso cultural de la provincia. Sin embargo, estos ejercicios tuvieron un impacto acotado, producto del escaso conocimiento que se tenía sobre esta forma de trabajo en la zona.
A partir de la década de 1910 se identifica un rápido proceso de abandono de las lumas, asociado a cambios en los cultivos desarrollados en el archipiélago. Esto fue de la mano con una rápida expansión del arado de tracción animal, que de acuerdo a Ricardo Latcham, ya a mediados de la década de 1930 se había convertido en el método más frecuente para el trabajo de la tierra.
En la actualidad se exponen lumas en distintos museos del archipiélago de Chiloé, como ejemplo de las herramientas manuales que se utilizaban en la agricultura tradicional de las islas.